# Nazar Werbny
Nazar Bohdanowycz Werbny, ukr. Назар Богданович Вербний (ur. 26 lipca 1997 we Lwowie, Ukraina) – ukraiński piłkarz, grający na pozycji pomocnika.

## Kariera piłkarska

### Kariera klubowa
Wychowanek klubu Karpaty Lwów, barwy którego bronił w juniorskich mistrzostwach Ukrainy (DJuFL). 19 marca 2014 rozpoczął karierę piłkarską w drużynie juniorskiej Karpat Lwów, a 17 września 2016 debiutował w podstawowym składzie klubu. W sierpniu 2017 został wypożyczony do końca roku do Ruchu Winniki. W 2019 ponownie został wypożyczony do Ruchu. 25 stycznia 2020 przeszedł do Olimpiku Donieck.

### Kariera reprezentacyjna
Występował w juniorskiej reprezentacji Ukrainy.